# Andira tervequinata
Andira tervequinata là một loài thực vật có hoa trong họ Đậu. Loài này được R.T. Penn., Aymard & Cuello miêu tả khoa học đầu tiên năm 1997.